# Dziewica (Kołoczek)

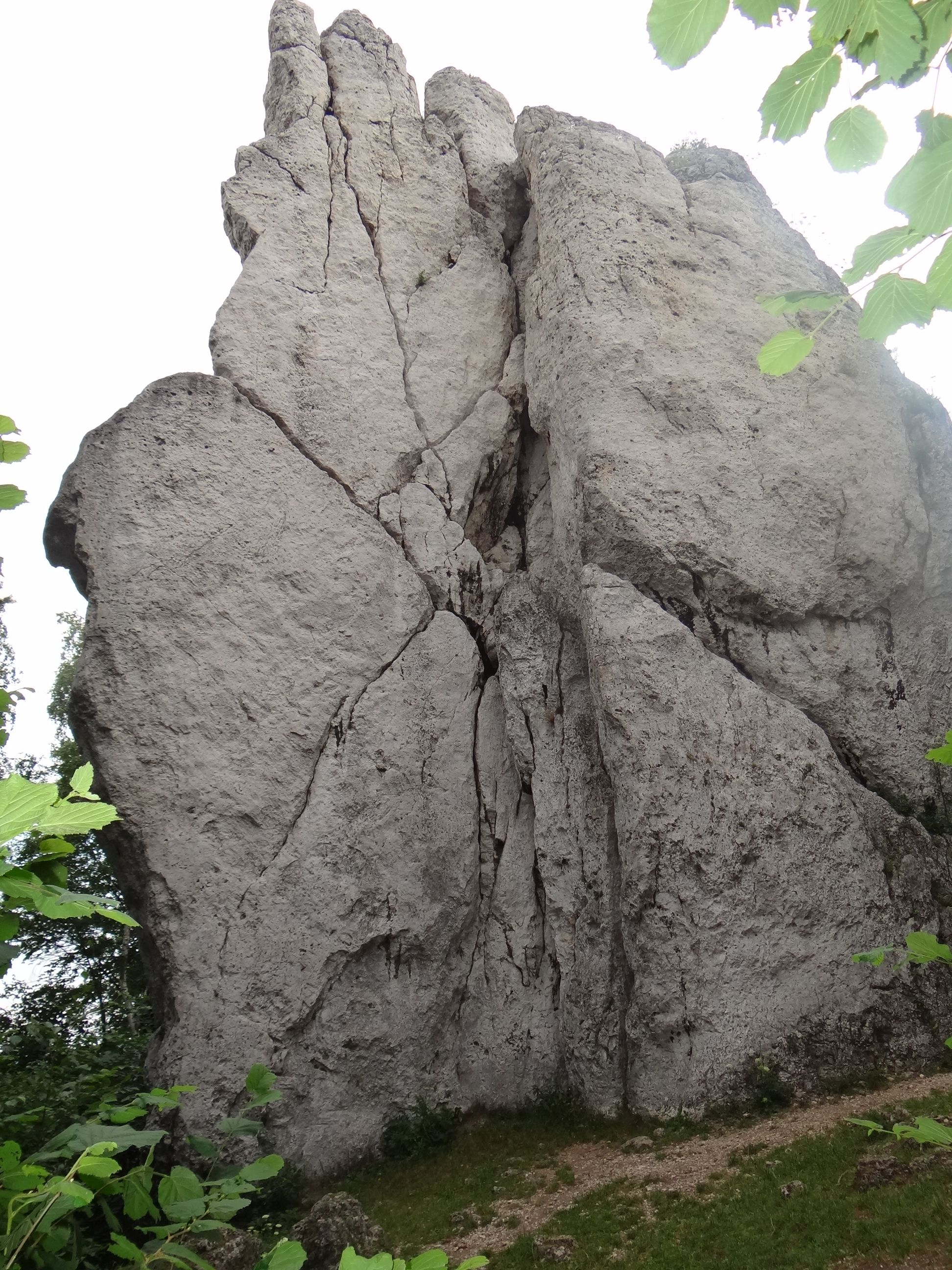

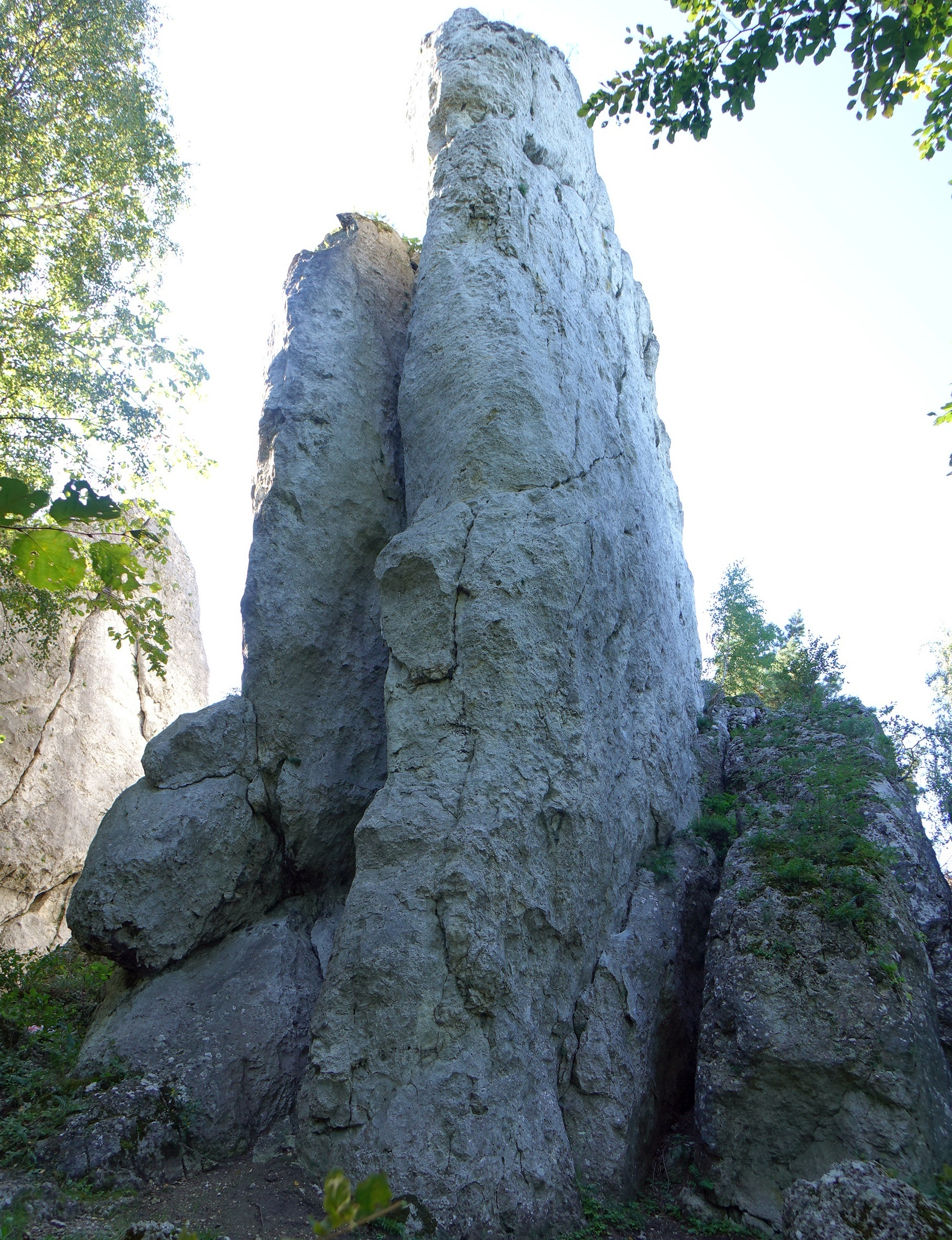

Dziewica – skała na wzniesieniu Kołoczek w miejscowości Kroczyce w województwie śląskim, w powiecie zawierciańskim, w gminie Kroczyce. Wzniesienie to należy do tzw. Skał Kroczyckich i znajduje się w obrębie rezerwatu przyrody Góra Zborów na Wyżynie Częstochowskiej.
Dziewica to skała wapienna znajdująca się w lesie w północnej części wzniesienia Kołaczyk, przez wspinaczy skalnych nazywanego Górą Kołoczek. Jest przedostatnią na północ skałą na tym wzniesieniu. Jeszcze dalej na północ znajduje się tylko Leśna Kulista. Dziewica jest najbardziej pod względem kształtu charakterystyczną skałą Kołoczka. Ma połogie, pionowe lub przewieszone ściany o wysokości 10–20 m. Występują w niej takie formacje skalne, jak filar, komin i zacięcie.

## Drogi wspinaczkowe
Ściany wspinaczkowe o wystawie zachodniej, północno-zachodniej, północno-wschodniej, wschodniej i południowo-wschodniej. Jest 25 dróg wspinaczkowych o stopniu trudności od IV+ do VI.5+ w skali Kurtyki. Większość ma zamontowane stałe punkty asekuracyjne: ringi (r) i stanowisko zjazdowe.

Dziewica I
1. Hiszpański filar; 6r + st, VI.3, 20 m
2. Mściwe suki; 6r + st, VI.4+/5, 20 m
3. Kołkówka; 1r + st, VI.1+, 20 m
4. Diagonala; 2r + st, VI+, 18 m
5. Komin Dziewicy; IV+, 18 m
6. Wachówka; st, VI+, 18 m
7. Filar Dziewicy; 5r + st, VI, 18 m
8. Skorkówka; 6r + st, VI.1+, 18 m
9. Biodro Dziewicy; 6r + st, VI+, 18 m
10. Prostowanie biodra; 4r + st, VI.1, 18 m
11. Prostowanie prostowania; 3r + st, VI.1+, 18 m

Dziewica II
1. Defloracja; 3r + st, VI.4, 12 m
2. Iron Maiden; 4r + st, VI.5+, 12 m
3. Angielski komin; VI, 20 m
4. Dwaj panowie J.; 4r + st, VI.2+, 20 m

Dziewica III
1. Nie dla Petza ta kieca; 5r + st, VI.5/5+, 20 m
2. Englishman can; 3r, VI.3, 20 m
3. Spiralka; 7r + st, VI.3+, 20 m
4. Bez nazwy; 3r, VI.3+ 0.00 20 m
5. Cnotka (Rysa Wacha); VI.1, 20 m
6. Filar Marcisza; 5r, VI.3, 20 m
7. Prostytucja intelektu; 6r + VI.5, 15 m
8. Środkowa rysa; VI, 14 m
9. Projekt; 4r + st, 12 m
10. Prawa rysa; V+, 12 m[3].